# Powerlifting ai XVI Giochi paralimpici estivi - 45 kg femminile
Le gare di powerlifting della categoria fino a 45 kg femminile ai XVI Giochi paralimpici estivi si sono svolte il 26 agosto 2021 presso il Tokyo International Forum.
La vincitrice è stata Latifat Tijani.

## Risultati
| Pos. | Atleta                            | Peso (kg) | Sollevamenti (kg) | Sollevamenti (kg) | Sollevamenti (kg) | Sollevamenti (kg) | Risultato (kg) |
| Pos. | Atleta                            | Peso (kg) | 1                 | 2                 | 3                 | 4                 | Risultato (kg) |
| ---- | --------------------------------- | --------- | ----------------- | ----------------- | ----------------- | ----------------- | -------------- |
|      | Latifat Tijani                    | 43,19     | 105               | 105               | 107               | 117               | 107            |
|      | Cui Zhe                           | 41,29     | 95                | 100               | 102               | –                 | 102            |
|      | Justyna Kozdryk                   | 43,22     | 93                | 95                | 101               | –                 | 101            |
| 4    | Samira Guerioua                   | 41,75     | 82                | 82                | 90                | –                 | 90             |
| 5    | Alina Solodukhina                 | 43,29     | 80                | 80                | 83                | –                 | 83             |
| 6    | Nur'Aini Mohamad Yasli            | 44,08     | 77                | 77                | 82                | –                 | 77             |
| 7    | Oriana del Carmen Teran Velazquez | 43,63     | 73                | 75                | 75                | –                 | 73             |
| –    | Mimozette Nghamsi Fotie           | 44,49     | 90                | 90                | 90                | –                 | –              |
| –    | Nazmiye Muratli                   | 43,63     | –                 | –                 | –                 | –                 | –              |